# Benátský patriarchát
Benátský patriarchát (lat.: Patriarchatus Venetiarum, it.: Patriarcato di Venezia) je římskokatolická církevní provincie a titulární patriarchát latinské církve, jehož patriarcha nemá žádnou zvláštní jurisdikci než metropolitní.

## Galerie

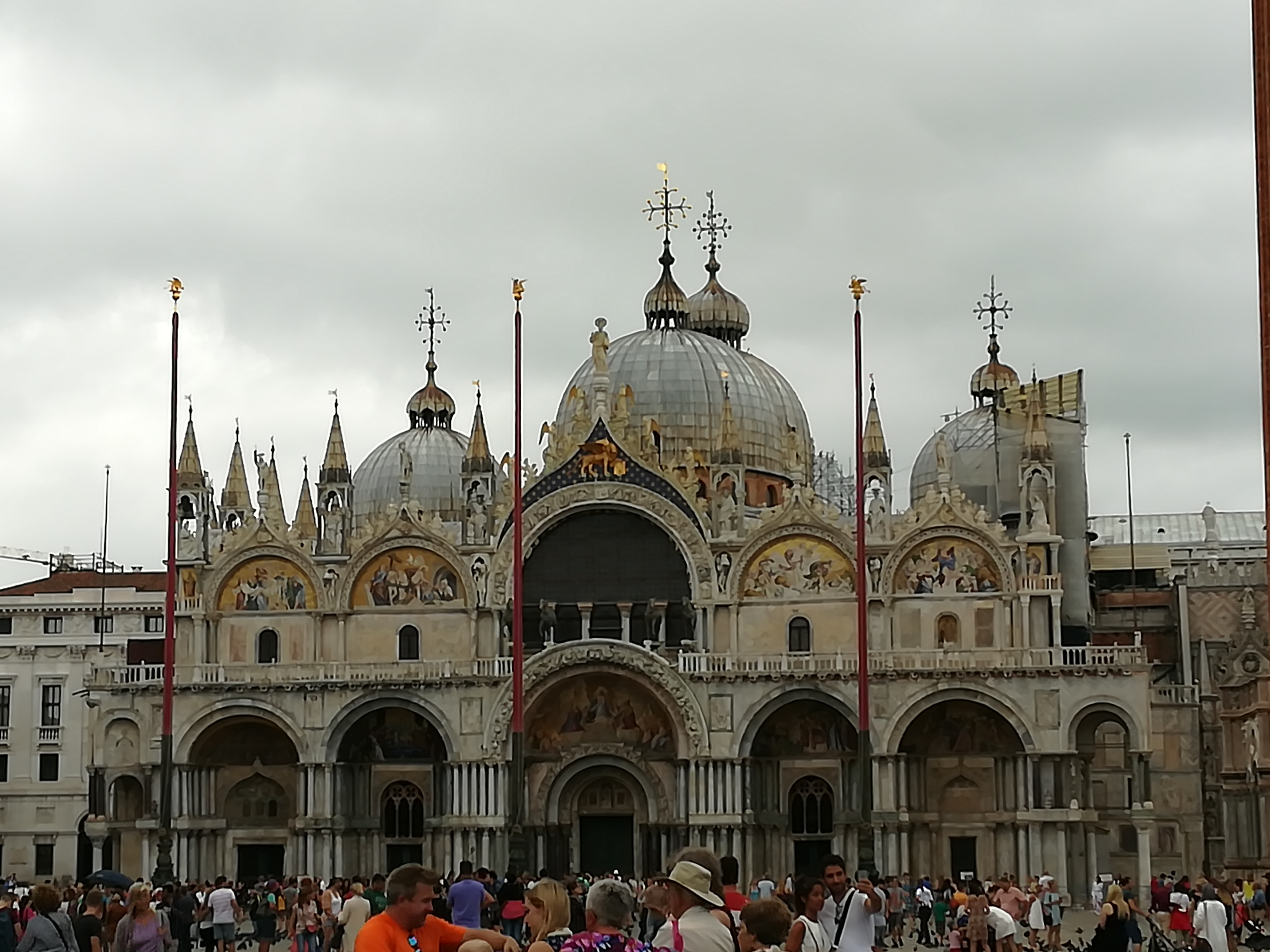
Bazilika sv. Marka, katedrála patriarchy
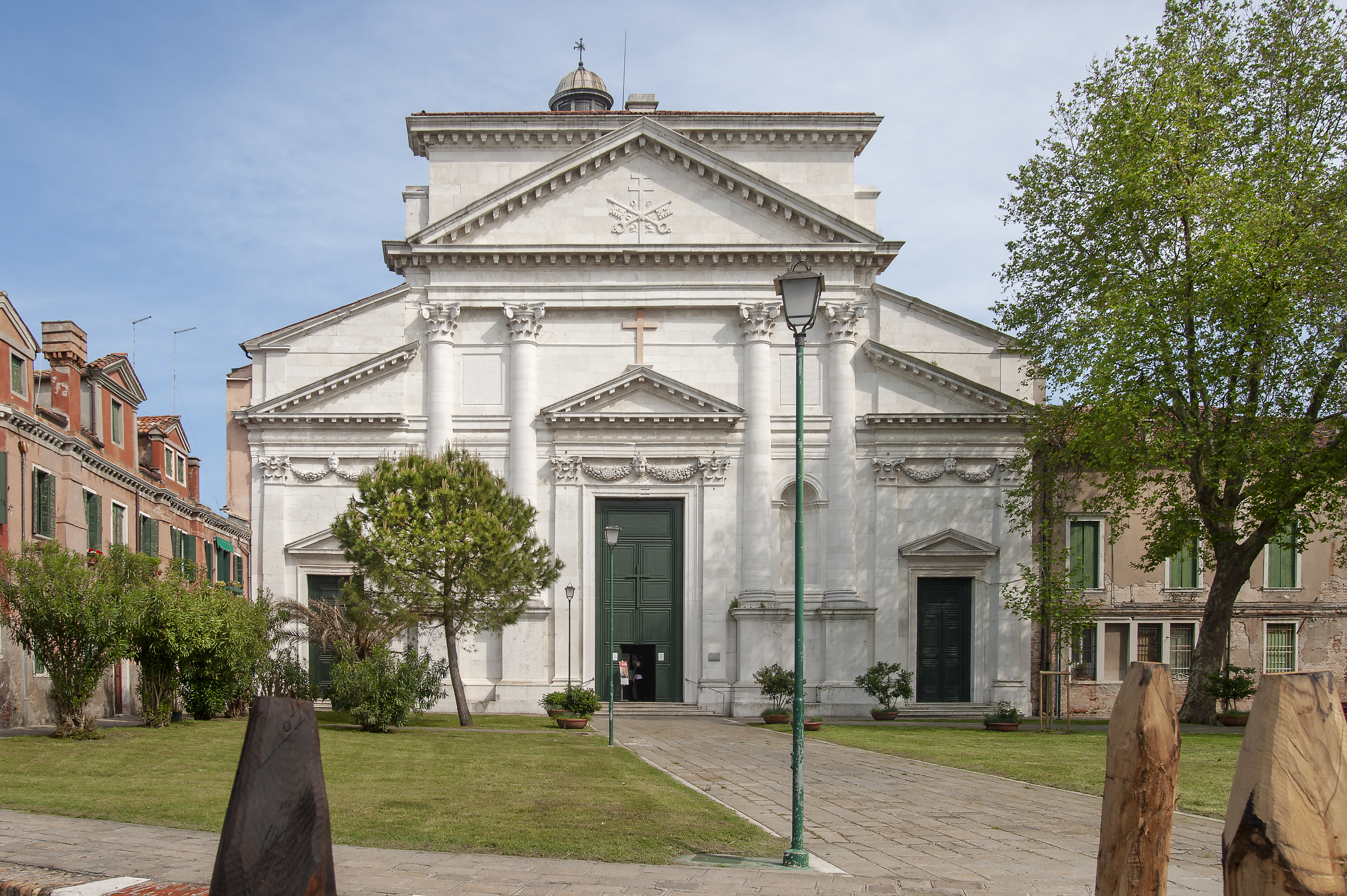
Konkatedrála San Pietro di Castello
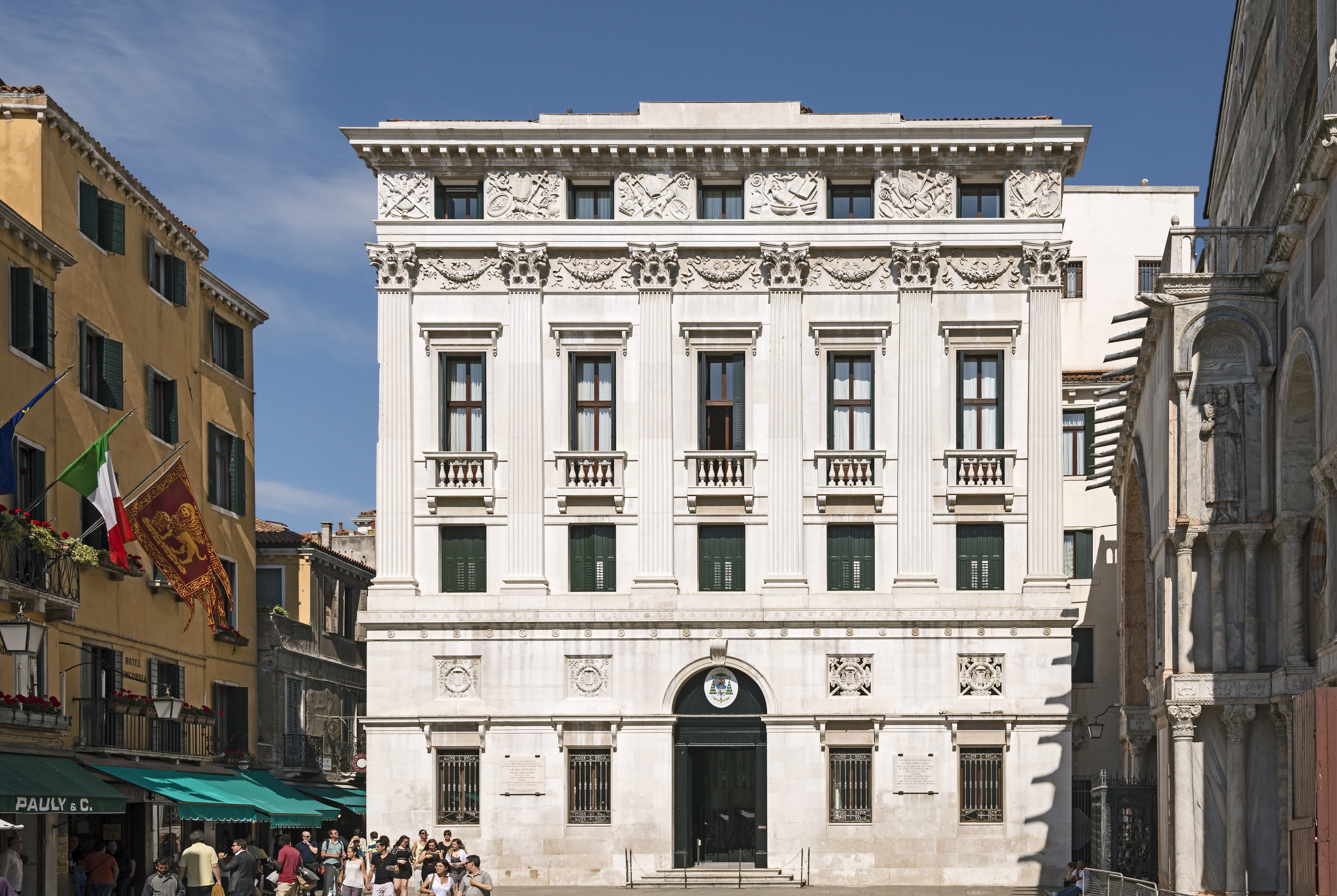
Palác benátského patriarchy